# オットー2世 (神聖ローマ皇帝)
オットー2世（Otto II., 955年 - 983年12月7日）は神聖ローマ皇帝及びイタリア王（在位：980年 - 983年）。オットー1世とその2番目の妻アーデルハイト・フォン・ブルグントの息子。973年までは父の後継者としての共立王、共同皇帝。偉大なる父の偉業を受け継いで単独の皇帝となってからも版図の拡大・皇帝権の強化を図ったが帝国各地の反乱に苦しみ、28歳でマラリアのために急逝した。

## 生涯
957年に異母兄のシュヴァーベン大公リウドルフがイタリア遠征の中途で熱病にかかって病没したため、父の後継者となった。
961年にヴォルムスにおいて父オットー1世に共同統治を行う王に選ばれ、同年アーヘンで戴冠した。これには母アーデルハイトの強い意向があったと考えられる。967年にはローマで教皇ヨハネス13世により共同皇帝としても戴冠した。神聖ローマ皇帝と帝国の正統性については古代ローマから連続した帝国を称するギリシャから強い反対があり、両帝国は968年から971年にかけて、イタリアのプッリャ（ドイツ語ではアプリーエン）で戦争を行った。その間、ギリシャではニケフォロス2世フォカスが暗殺され、皇位を簒奪したヨハネス1世ツィミスケスは講和を選ぶという思いがけなく有利な展開となった。オットー2世はツィミスケスの姪テオファヌと972年結婚した。ローマでの結婚後ただちにテオファヌは教皇から4月14日に皇后として戴冠された。
973年、父帝の死によって王権と帝権を継承したオットー2世は、間もなく各地の反乱鎮圧に奔走することになった。帝国南部では、従弟でオットー1世の弟ハインリヒ1世の子バイエルン公ハインリヒ2世が、かねてから王権を無視する姿勢をみせていた。それゆえ973年末、ハインリヒ2世の権力削減を図ったが、これが武力反乱を招き、鎮圧には978年まで時を要した。帝国西部では、下ロートリンゲン大公の任命問題から西フランク王国と対立、やはり武力衝突へと至る。この東西フランク王国の対立は980年に和解、ようやくアルプス以北を平定する。
980年末よりイタリア遠征を行い、北イタリア各地を巡行したのちにローマに入った。当時、対立教皇ボニファティウス7世と争っていた教皇ベネディクトゥス7世の地位を安定させ、981年の感謝祭をローマで祝う。その後、イタリア全土に皇帝の支配を及ぼそうと、当時東ローマ帝国の影響下にあったイタリア南部に遠征する。一時は戦いを優勢に進めたが、当時の地中海世界ではイスラム教徒が強勢を誇っており、シチリア島から北上したイスラム軍にコロンナ岬の戦いで完敗した。
その後もイタリアに留まったが、間もなく帝国の東北部で西スラヴ族の反乱が勃発する。この際にブランデンブルクなどが襲撃を受けて破壊され、帝国の版図は縮小する。その対応に乗り出そうという最中の983年12月7日、その命を不幸にもマラリアが奪った。28歳であった。旧サン・ピエトロ大聖堂に葬られた。

## 家系
テオファヌとの間に4人の子を儲けた。
- アーデルハイト（977年 - 1040/44年） - クヴェードリンブルク修道院長
- ゾフィー（978年 - 1039年） - ガンダースハイムおよびエッセン修道院長
- マティルデ（979年 - 1025年） - ロタリンギア宮中伯エッツォ（エッツォ家）と結婚
- オットー3世（980年 - 1002年）